# Dixie Carter
Dixie Virginia Carter (McLemoresville, 25. svibnja 1939. – 10. travnja 2010.) je bila američka filmska i televizijska glumica. Najpoznatija je po ulozi Julije Sugarbaker McElroy u TV seriji "Designing Women" kao i po gostujućoj ulozi Glorije Hodge u TV seriji "Kućanice".